# Air Sialang Hilir
Air Sialang Hilir is een bestuurslaag in het regentschap Aceh Selatan van de provincie Atjeh, Indonesië. Air Sialang Hilir telt 728 inwoners (volkstelling 2010).